# Traglastdiagramm
Ein Traglastdiagramm (auch Lastendiagramm oder Last-Schwerpunkt-Diagramm) ist eine grafische oder tabellarische Darstellung der höchst zulässigen Belastung des Hubsystems von Flurfördergerät.
Grundsätzlich muss an jedem Flurfördergerät mit geprüftem Hebesystem ein Traglastdiagramm angebracht sein. Traglastdiagramme sind in der Regel für den Einsatz des Hebesystems unter Normalbedingungen berechnet, bei denen Besonderheiten des Einsatzortes wie eine schräge Arbeitsfläche nicht berücksichtigt werden. Wird das Hebesystem mit einem Anbaugerät verwendet und wird dieses durch das Anbaugerät grundlegend verändert (z. B. Verwendung eines Arbeitskorbs, einer Gabelzinkenverlängerung, eines Tragdorns, eines Kranarms usw. für Stapler), wird für jedes Anbaugerät ein eigenes Traglastdiagramm benötigt.
Traglastdiagramme sind auf Typenschildern von Flurfördergerät wie beispielsweise Gabelstaplern oder Ladekränen angebracht und ermöglichen die Ermittlung eines unbekannten anhand von zwei bekannten Werten.
So kann beispielsweise die maximal zulässige Tragfähigkeit eines Hubsystems aus dem Diagramm durch die bekannte Hubhöhe und den bekannten Lastenschwerpunktabstand abgelesen werden. Die Hubhöhe ist der Abstand der Last vom Boden. Der Lastenschwerpunktabstand ist die Distanz des Massenmittelpunkts des Hebegutes zu einer definierten Linie des Hebesystems (z. B. die Distanz des Schwerpunkts zum Gabelrücken oder zur Gabelwurzel bei Gabelstaplern). Es kann aber auch die maximale Hubhöhe durch das feste Gewicht der Ladung und dessen Massenschwerpunkt ermittelt werden.
Die maximal zulässige Last kann im Einzelfall stark von der Nenntragfähigkeit des Hubsystems abweichen, da sich durch eine größere Hubhöhe oder einen größeren Lastenschwerpunktabstand die Hebelwirkung der Last deutlich erhöht und das Hubsystem als Ganzes zum Kippen bringen kann.